# Mount Barnes
Mount Barnes är ett berg i Antarktis. Det ligger i Östantarktis. Nya Zeeland gör anspråk på området. Toppen på Mount Barnes är 1 200 meter över havet, eller 546 meter över den omgivande terrängen. Bredden vid basen är 10,0 km.
Terrängen runt Mount Barnes är varierad. Havet är nära Barnes åt sydost. Trakten är obefolkad. Det finns inga samhällen i närheten.